# Air Anatolia
Air Anatolia (Turks: Anadolu Havaçilik A.S.) was een Turkse chartermaatschappij met als thuisbasis Istanboel.
De eerste vlucht van deze maatschappij was in 1996.

## Codes
- IATA: -
- ICAO: NTL
- Callsign: Air Anatolia

## Vloot
- 6 Airbus A300 B2/B4
- 2 Boeings 737-300
- 3 Boeings 737-400
- 2 Boeings 757
- 1 McDonnell Douglas MD-88

## Opheffing
Air Anatolia had een uitgebreid netwerk dat zich uitstrekte van plaatsen in het Midden-Oosten tot aan Europa. In 2002 was de maatschappij echter in financiële problemen geraakt en was men begonnen met het verkopen van enkele vliegtuigen aan andere maatschappijen. In 2003 waren alle vliegtuigen verkocht (aan onder andere Fly Air) en besloot de directie om de maatschappij op te heffen.
ACT Airlines · AJet · Corendon Airlines · Freebird Airlines · MNG Airlines · Pegasus Airlines · Southwind Airlines · SunExpress · Tailwind Airlines · Turkish Airlines ·  Turkish Cargo · ULS Airlines Cargo

Vluchten gestaakt: Air Anatolia · Ankair · AtlasGlobal · Bestair · Birgenair · Borajet · Fly Air · Inter Airlines · IZair · Orbit Express Airlines · Onur Air · Saga Airlines · Sky Airlines · Tarhan Tower Airlines · Turkuaz Airlines